# Piz Trovat
Le piz Trovat est un sommet des Alpes, en Suisse.
Situé en Engadine dans le canton des Grisons et culminant à 3 145 m d'altitude, il fait partie de la chaîne de la Bernina.
Son unique voie d'accès oblige à passer au refuge Diavolezza situé à 2 972 m d'altitude puis de prendre la via ferrata de piz Trovat qui va jusqu'au sommet.